# Lengte (meetkunde)

Lengte en breedte van een rechthoek

Lengte is de grootste afmeting van een voorwerp. In het geval van een eendimensionaal voorwerp, zoals een lijnstuk, is het ook de enige afmeting. Voor langwerpige tweedimensionale en driedimensionale voorwerpen heet de betreffende richting de lengterichting, ook aangeduid als overlangs. Bij een tweedimensionaal voorwerp heet de richting loodrecht op de lengterichting de breedterichting, ook aangeduid als dwars of  overdwars. De grootste afmeting in die richting heet de breedte. Voor driedimensionale voorwerpen is er ook nog een derde afmeting. Het gebruik van de drie afmetingen varieert, ook afhankelijk van de oriëntatie. Men spreekt bijvoorbeeld ook van dikte, hoogte en diepte.

## Relativiteit
Volgens de speciale relativiteitstheorie uit 1905 is lengte geen vaste eigenschap van een star lichaam. Hetzelfde lichaam kan in verschillende inertiaalstelsels verschillende lengtes, dus andere afmetingen hebben. Het gaat hierbij niet om gezichtsbedrog, maar om echte, meetbare lengtes.

## Actueel gehanteerde lengtematen
- Lengte wordt in de fysieke ruimte in een bepaalde eenheid gemeten. Wereldwijd zijn de eenheden van het metrieke stelsel het meest in gebruik. De basiseenheid daarin voor lengte is de meter.

- In voornamelijk Angelsaksische landen landen wordt het imperiale stelsel gehanteerd, met de mijl, yard, voet en inch.

- In de zeevaart en de luchtvaart wordt de zeemijl gebruikt, opgedeeld in tien stukken, die kabellengte worden genoemd.

- In de astronomie gebruikt men voor de zeer grote afstanden de astronomische eenheid, de parsec en het lichtjaar.

- Voor zeer kleine afmetingen wordt nog soms de verouderde en afgeraden eenheid ångström gehanteerd.

- In de wiskunde wordt met dimensieloze grootheden gewerkt en hoeft er geen lengte-eenheid te worden gedefinieerd.

## Oude lengtematen
- Onder meer in Nederland hanteerde men voor de invoering van het metrieke stelsel lengtematen als voorling, roede, vadem of vaam, el, voet en duim.

- In het Verenigd Koninkrijk kende men als oude lengtematen onder meer de furlong, voorling, en de fathom, vadem.

- De Kelten en Germanen hadden de woedensspanne, de spanbreedte tussen uitgestrekte duim en wijsvinger.

- De Romeinen kenden de Romeinse mijl, in Nederland aangetroffen op Romeinse mijlpalen langs wegen uit die tijd. Andere lengtematen waren digitus, kootje, palmus, handpalm, pes, voet, en passus, pas of paslengte.

## Wiskunde
- Wanneer een kromme die een weg beschrijft van het punt {\displaystyle A} naar het punt Fout bij het parsen (SVG (MathML kan worden gebruikt via een browserplugin): Ongeldig antwoord ("Math extension cannot connect to Restbase.") van server "http://localhost:6011/nl.wikipedia.org/v1/":): {\displaystyle B}
, in een ruimte van Fout bij het parsen (SVG (MathML kan worden gebruikt via een browserplugin): Ongeldig antwoord ("Math extension cannot connect to Restbase.") van server "http://localhost:6011/nl.wikipedia.org/v1/":): {\displaystyle n}
 dimensie, die door de bijectie {\displaystyle f:[a,b]\to \mathbb {R} ^{n}} is geparametriseerd, waarvoor {\displaystyle A=f(a)} en {\displaystyle B=f(b)}, is de lengte over de kromme tussen Fout bij het parsen (SVG (MathML kan worden gebruikt via een browserplugin): Ongeldig antwoord ("Math extension cannot connect to Restbase.") van server "http://localhost:6011/nl.wikipedia.org/v1/":): {\displaystyle A}
 en {\displaystyle B} gelijk aan de volgende lijnintegraal:

{\displaystyle \int _{AB}\ \mathrm {d} s=\int _{a}^{b}\ \|f'(t)\|\ \mathrm {d} t}
- Bij een andere metriek dan de euclidische metriek kan het begrip lengte, zelfs in het eendimensionale geval van de lengte van een lijnstuk, problematisch zijn. De afstand van het begin tot het eind is dan niet te interpreteren als de lengte van een kortste route die de som is van de lengtes van delen van de route. Dit doet zich bijvoorbeeld bij een ultrametriek voor, want de hele route zou niet langer zijn dan het langste van de delen.

## Lijst
- Lijst van meeteenheden van lengte